# Gregori Sobolevski
Gregor Fedorovitch Sobolewsky (nombres alternativos Gregor Fedorovitch Sobolewski (Grigoriy Fedorowich Sobolewski) (en ruso Григорий Фёдорович Соболевский) ( 1741 - 1807 ) fue un botánico y micólogo ruso. Realizó extensas expediciones botánicas en el área de San Petersburgo.

## Algunas publicaciones
- 1799. Flora Petropolitana .[1]
- Nomenclator fungorum
- La abreviatura «Sobol.» se emplea para indicar a Gregori Sobolevski como autoridad en la descripción y clasificación científica de los vegetales.[2]